# 와일드 카드 (2015년 영화)
《와일드 카드》(영어: Wild Card)는 2015년 개봉한 미국의 액션 드라마 영화이다. 사이먼 웨스트가 연출하고, 제이슨 스테이섬, 마이클 앵거라노, 마일로 벤티밀리아, 앤 헤이치, 소피아 베르가라 등이 출연하였다. 버트 레이놀즈가 주연한 1986년 영화 《히트》의 리메이크작이다.

## 출연
- 제이슨 스테이섬 - 닉 와일드 역
- 마이클 앵거라노 - 사이러스 키닉 역
- 마일로 벤티밀리아 - 대니 더마코 역
- 도미닉 가르시아로리도 - 홀리 역
- 앤 헤이치 - 록시 역
- 소피아 베르가라 - DD 역
- 맥스 카셀라 - 오스굿 역
- 제이슨 알렉산더 - 핑커스 "핑키" 자이언 역
- 프랑수아 빈센텔리 - 베니 역
- 더비니아 맥패든 - 밀리선트 역
- 크리스 브라우닝 - 틸 역
- 맷 윌리그 - 킨로 역
- 호프 데이비스 - 커샌드라 역
- 스탠리 투치 - 베이비 역
- 마이클 파퍼존 - 도박대 감독 역
- 라라 그라이스 - 의사 역
- 안젤라 케레즈 - 섹시한 산타 애니 역

## 기타 제작진
- 공동 제작: 존 J. 매클로플린
- 라인 제작: 브라이언 피트
- 배역: 바버라 피오렌티노
- 미술: 그레그 베리
- 의상: 리즈 울프
- 분장팀: 대릴 루커스, 애너벨 맥닐
- 제작 관리: 크리스토퍼 쿨리코프스키
- 조감독: 앤 C. 솔저
- 음향 감독: 대니얼 페이건
- 특수 효과팀: 리처드 앨런 슬링커 주니어
- 시각 효과: 도티 스탈링